# Sotobanari
Sotobanari (japanisch 外離島 Sotobanari-jima, deutsch ‚äußere, entfernte Insel‘) ist eine der Inseln der Yaeyama-Inseln, die zur Inselgruppe Sakishima gehören. Die Tropeninsel liegt in der japanischen Präfektur Okinawa im äußersten Südwesten Japans im Ostchinesischen Meer.
Administrativ gehört die Insel zum Ortsteil Iriomote der Gemeinde Taketomi.

## Geographie
Sotobanari ist eine Nebeninsel 1700 Meter westlich der Insel Iriomote und knapp 500 nordwestlich der weiteren Nebeninsel Uchibanari („innere, entfernte Insel“). Die Insel ist 1700 Meter lang und bis zu 930 Meter breit und hat eine Fläche von 1,32 km².

## Bewohner
Auf der Insel lebte ein einziger Rentner, der Japaner Masafumi Nagasaki, der 2022 von der Polizei von der Insel gebracht wurde, da er zu schwach für das Einsiedlerleben geworden war. Offiziell gilt die Insel als unbewohnt.